# Лесьниця (Великопольське воєводство)
Лесьниця (пол. Leśnica) — село в Польщі, у гміні Коло Кольського повіту Великопольського воєводства.
Населення — 327 осіб (2011).
У 1975-1998 роках село належало до Конінського воєводства.

## Демографія
Демографічна структура станом на 31 березня 2011 року:
|          | Загалом | Допрацездатний вік | Працездатний вік | Постпрацездатний вік |
| -------- | ------- | ------------------ | ---------------- | -------------------- |
| Чоловіки | 160     | 41                 | 105              | 14                   |
| Жінки    | 167     | 43                 | 82               | 42                   |
| Разом    | 327     | 84                 | 187              | 56                   |